# Beade (kommunhuvudort)
Beade är en kommunhuvudort i Spanien.   Den ligger i provinsen Provincia de Ourense och regionen Galicien, i den nordvästra delen av landet, 400 km nordväst om huvudstaden Madrid. Beade ligger 145 meter över havet och antalet invånare är 576.
Terrängen runt Beade är huvudsakligen kuperad. Beade ligger nere i en dal. Runt Beade är det ganska glesbefolkat, med 39 invånare per kvadratkilometer. Närmaste större samhälle är Ribadavia, 4,9 km söder om Beade. I omgivningarna runt Beade växer i huvudsak blandskog.